# Yacimiento arqueológico de Pinedo
Pinedo es un yacimiento arqueológico y paleontológico, con industria lítica achelense y fósiles del Pleistoceno medio. Está situado en la finca del mismo nombre, en el término municipal de Toledo (España).
Próximo al barrio de Azucaica, se encuentra sobre la margen norte del río Tajo. Las primeras referencias a este yacimiento se deben a D. Máximo Martín Aguado que, puesto en aviso por algunos discípulos suyos (entre ellos Francisco Giles Pacheco, actual director del Museo de El Puerto de Santa María (Cádiz, España), recogió abundante material lítico y faunístico de la explotación de áridos realizada entre 1959 y 1963 en Pinedo y sobre los que publicó distintos estudios.

## Estudio del yacimiento
A principios de los años setenta  se practicó una excavación del yacimiento, teniendo el mérito de ser la primera excavación sistemática sobre terraza fluvial en la Península. De esta excavación, dirigida por Mª Ángeles Querol y Manuel Santonja, provienen las siguientes conclusiones:
- Se trata de un yacimiento "secundario", es decir, la disposición de los restos arqueológicos viene determinada por el arrastre y depósito del río y no al abandono in situ de los mismos por sus artífices.

- Predominando los útiles realizados en cuarcita (si bien hasta un 25% se encuentran tallados en sílex, lo que implica una importante selección en el material elegido, pues este mineral no representa más del 2% del que se depositó de forma natural en la gravera).

- Se trata de una industria clasificada como Achelense antiguo (Paleolítico Inferior), considerándose aun hoy en día como un yacimiento emblemático para el conocimiento de este periodo en el centro peninsular.

- Lascas sin trabajar, abundantes "cantos trabajados" y bifaces poco evolucionados, con práctica ausencia de bifaces planos, son los materiales predominantes.

- Cronológicamente se incluye dentro del Mindel final, unos 500.000 a 400.000 años, dentro de la edad Chibaniense.

- La fauna predominante era la esteparia, existiendo algunas zonas boscosas como demuestra la presencia de restos de cérvidos de la especie Cervus elaphus. El clima debió ser cálido como atestigua, también, la presencia de hipopótamos (Hippopotamus amphibius). Otras especies reconocidas entre los restos paleontológicos han sido caballos (Equus sp.) bóvidos (Bos primigenius), Lepus europaeus, etc.

- Datos: Q6169557